# Municipio Pampanito
Pampanito es uno de los veinte municipios del estado venezolano andino de Trujillo, con 3 parroquias de las 93 dispersadas en todo el estado. Su capital es la población homónima de Pampanito.

## Historia
Poblaciones como Pampanito y La Concepción tienen sus primeros registros desde el siglo XVIII, siendo ambas poblaciones de carácter rural que principalmente se basan en agricultura, que sigue siendo su principal fuente económica actualmente.
Poco desarrollo se veía de estas poblaciones ante sus hermanas y cercanas poblaciones de Pampán y Santa Ana de Trujillo, famosas por los hechos históricos ahí ocurridos como el Armisticio entre Simón Bolívar, el Libertador, y el general español Morillo, Pampanito y La Concepción se quedaban algo atrás con su agricultura poco desarrollada, hasta que en los últimos años del siglo XX, oficializan el municipio Pampán, pero también le dan oportunidad a Pampanito de ser capital de un municipio autónomo a Pampán, y para diferenciarlos, decidieron llamarle con el nombre actual, Pampanito, pero no solo es porque su capital se llamaba así, sino, porque la diferencia de tamaño de los municipios era muy grande, siendo Pampanito como el menor ante el Pampán grande. 
Cabe decir que el concurso para elegir el escudo del municipio fue ganado por el ilustre Enrique Cegarra, asimismo el diseño de la bandera fue creación de la Profesora Elba Vale, así como la letra del himno es de la autoría del licenciado Homer Azuaje y la música se le atribuye al docente Richard Morillo.
Pampanito hasta el año 1987, perteneció al Distrito Trujillo como uno de sus municipios, pero con el batallar de sus habitantes y el deseo de muchas comunidades fue compensado el 10 de noviembre de 1994, cuando se nombró a Pampanito como Municipio Autónomo separándose del Municipio Trujillo pasando a ser Municipio Pampanito.

## Geografía
El municipio Pampanito se ubica en el centro del estado Trujillo, cerca de ciudades y poblaciones importantes como: Trujillo, Valera y Pampán. En el municipio, por el noroeste, se encuentra una baja altura de 100 metros que va subiendo que mientras más va hacia el sur, aumenta su altura, oscilando los 800-900 metros como máximo relativo.

### Clima
El clima es de brisa andina, puede ser alguna onda de calor, más que todo al noroeste municipal, más al sur, puede haber un clima frío agradable, pero en las partes más altas, puede recomendarse suéteres por un frío algo fuerte presente en estas zonas.

### Parroquias
1. Parroquia Pampanito
2. Parroquia La Concepción
3. Parroquia Pampanito II

### Límites
El municipio está en el centro del estado, y solo limita con municipios de este estado según las leyes político-territoriales. Los límites municipales son:
- Norte: El Municipio Pampanito delimita parte del noroeste con el Municipio Motatán, y el resto del norte con el Municipio Pampán.

- Sur: El Municipio delimita el sur y sureste con el Municipio Trujillo.

- Este: El noreste y oeste delimita nuevamente con el Municipio Pampán, y por el sureste nuevamente delimita con el Municipio Trujillo.

- Oeste: El noroeste lo delimita nuevamente con el Municipio Motatán, el oeste y suroeste, es delimitado con el Municipio San Rafael de Carvajal.

## Economía
El municipio entero, se le reconoce por sus productos agrícolas, que desde siempre, y aparentemente seguirán siendo, sus fuentes principales de ingreso. Pampán tiene superioridad ante estos, pero los productos agrícolas de ambas partes se venden de igual manera en los sectores comerciales como Valera, Trujillo, Boconó, Maracaibo, Caracas y más allá.

## Política y Gobierno

### Alcaldes
| Período     | Alcalde             | Partido político / Alianza | % de votos | Notas |
| ----------- | ------------------- | -------------------------- | ---------- | --- |
| 1995 - 2000 | Edgar Quevedo       | AD                         | -          | Primer alcalde bajo elecciones directas (se realizaron elecciones generales adelantadas en el 2000 debido a la aprobación de la Constitución de 1999) |
| 2000 - 2004 | Luis Emilio Cordero | MVR                        | 58,57      | Segundo alcalde bajo elecciones directas |
| 2004 - 2008 | Luis Emilio Cordero | MVR                        | 61,01      | Reelecto |
| 2008 - 2013 | Leonel Ruíz         | PSUV                       | 65,72      | Tercer alcalde bajo elecciones directas (se postergan 1 año las elecciones municipales pautadas para finales del 2012)                                |
| 2013 - 2017 | Leonel Ruíz         | PSUV                       | 64,04      | Reelecto |
| 2017 - 2021 | Leonel Ruíz         | PSUV                       | 96,11      | Reelecto |
| 2021 - 2025 | Leonel Ruíz         | PSUV                       | 47,72      | Reelecto |

### Concejo municipal
Período 1995 - 2000
| Concejales:           | Partido político / Alianza |
| --------------------- | -------------------------- |
| Freddy Avila          | AD                         |
| Asley Peña            | AD                         |
| Edgar Santos          | AD                         |
| Juan Bautista Santos  | AD                         |
| Luis Eduardo Urbina   | COPEI                      |
| Jesús Ramón Cadenas   | CONVERGENCIA               |
| Jorge Luis Colmenares | MAS                        |

Período 2000 - 2005
| Concejales:           | Partido político / Alianza |
| --------------------- | -------------------------- |
| Heriberto González    | MVR                        |
| Franklin Elvis        | MVR                        |
| Richard Rodríguez     | MVR                        |
| Luis Eduardo Urbina   | INDEPENDIENTE              |
| Alfonzo Graterol      | INDEPENDIENTE              |
| Ramon Godoy           | AD                         |
| Jorge Luis Colmenares | MAS                        |

Período 2005 - 2013
| Concejales:            | Partido político / Alianza |
| ---------------------- | -------------------------- |
| Luis Alejandro Cordero | MVR                        |
| Franklin Elvis         | MVR                        |
| Richard Rodríguez      | MVR                        |
| Excio González         | MVR                        |
| Mercedes Cegarra       | PODEMOS                    |
| Jorge Luis Colmenares  | PODEMOS                    |
| William Rivero         | PPT                        |

Período 2013 - 2018
| Concejales        | Partido político / Alianza |
| ----------------- | -------------------------- |
| Fernando Vásquez  | PSUV                       |
| Brigitte Azuaje   | PSUV                       |
| Ramón Martínez    | PSUV                       |
| Raysben Valbuena  | PSUV                       |
| Margot Roman      | PSUV                       |
| Alirio Cabrera    | PSUV                       |
| Suleima Sifuentes | PSUV                       |

Período 2018 - 2021
| Concejales       | Partido político / Alianza |
| ---------------- | -------------------------- |
| Gisela Pérez     | PSUV                       |
| Brigitte Azuaje  | PSUV                       |
| Fernando Vásquez | PSUV                       |
| José Cabrera     | PSUV                       |
| Yeferson Godoy   | PSUV                       |
| Alirio Cabrera   | PSUV                       |
| Yusmery Guedez   | PSUV                       |

Período 2021 - 2025
| Concejales       | Partido político / Alianza |
| ---------------- | -------------------------- |
| Ronny Mendoza    | PSUV                       |
| Tulio Martinez   | PSUV                       |
| Raynorma Moncayo | PSUV                       |
| José Fernández   | PSUV                       |
| Silvia Montero   | PSUV                       |
| Hernan Carrillo  | MUD                        |
| Gabriel Aguilar  | MUD                        |